# The Militant
The Militant è un cortometraggio muto del 1914 diretto da William Robert Daly.

## Produzione
Il film fu prodotto dall'Independent Moving Pictures Co. of America (IMP).

## Distribuzione
Distribuito dall'Universal Film Manufacturing Company, il film - un cortometraggio in tre bobine - uscì nelle sale cinematografiche USA il 12 gennaio 1914.